# Provodovice
Provodovice (in tedesco Prowodowitz) è un comune della Repubblica Ceca facente parte del distretto di Přerov, nella regione di Olomouc.